# Černičí
Černičí je malá vesnice, část městyse Čechtice v okrese Benešov. Nachází se asi 2,5 km na východ od Čechtic. V roce 2009 zde bylo evidováno 28 adres.
Černičí je také název katastrálního území o rozloze 7,42 km². V katastrálním území Černičí leží i Krčmy, Malá Paseka a Růžkovy Lhotice.

## Historie
První písemná zmínka o vesnici pochází z roku 1305.

## Obecní správa
V roce 1869 k obci patřily Chýstovice a v letech 1869–1930 také Chyšná.